# The Essential
The Essential är en serie av samlingsalbum med olika artister släppt av Sony BMG. The Essential-serien startade med utgivningen The Essential Bob Dylan den 31 oktober 2000.

## Titlar
- The Essential Roy Acuff
- The Essential Alabama
- The Essential Adam Ant
- The Essential Alan Jackson
- The Essential Alice in Chains
- The Essential Allman Brothers Band: The Epic Years
- The Essential Louis Armstrong
- The Essential Fred Astaire
- The Essential Chet Atkins: The Columbia Years
- The Essential Gene Autry
- The Essential Babyface
- The Essential Bangles
- The Essential Harry Belafonte
- The Essential George Benson
- The Essential Blue Öyster Cult
- The Essential Tony Bennett
- The Essential Toni Braxton
- The Essential Dave Brubeck
- The Essential Byrds
- The Essential Mary Chapin Carpenter
- The Essential Johnny Cash
- The Essential Cheap Trick
- The Essential Chieftains
- The Essential Guy Clark
- The Essential Clash
- The Essential Rosemary Clooney
- The Essential David Allan Coe
- The Essential Leonard Cohen
- The Essential Ray Conniff
- The Essential Bing Crosby: The Columbia Years
- The Essential Rodney Crowell
- The Essential Charlie Daniels Band
- The Essential Miles Davis
- The Essential John Denver
- The Essential Neil Diamond
- The Essential Joe Diffie
- The Essential Dion
- The Essential Placido Domingo
- The Essential Donovan
- The Essential Dr. Hook and The Medicine Show
- The Essential George Duke
- The Essential Bob Dylan
- The Essential Earth, Wind & Fire
- The Essential Electric Light Orchestra
- The Essential Duke Ellington
- The Essential Gloria Estefan
- The Essential Fishbone
- The Essential Dan Fogelberg
- The Essential George Gershwin
- The Essential Merle Haggard: The Epic Years
- The Essential Daryl Hall & John Oates
- The Essential Herbie Hancock
- The Essential Heart
- The Essential Hollywood
- The Essential Iron Maiden
- The Essential Isley Brothers
- The Essential Mahalia Jackson
- The Essential Michael Jackson
- The Essential Jacksons
- The Essential Jefferson Airplane
- The Essential Billy Joel
- The Essential George Jones
- The Essential Janis Joplin
- The Essential Journey
- The Essential Judas Priest
- The Essential Kenny G
- The Essential Kris Kristofferson
- The Essential Cyndi Lauper
- The Essential Kenny Loggins
- The Essential Yo-Yo Ma
- The Essential Taj Mahal
- The Essential Barry Manilow
- The Essential Bob Marley
- The Essential Johnny Mathis
- The Essential Harold Melvin & The Blue Notes
- The Essential Men At Work
- The Essential Glenn Miller
- The Essential Molly Hatchet
- The Essential Eddie Money
- The Essential Thelonious Monk
- The Essential Shawn Mullins
- The Essential Willie Nelson
- The Essential O'Jays
- The Essential Roy Orbison
- The Essential Ozzy Osbourne
- The Essential Dolly Parton
- The Essential Jaco Pastorius
- The Essential Poco
- The Essential Elvis Presley
- The Essential Charley Pride
- The Essential Tito Puente
- The Essential Redbone
- The Essential Jim Reeves
- The Essential REO Speedwagon
- The Essential Marty Robbins
- The Essential Santana
- The Essential Earl Scruggs
- The Essential Pete Seeger
- The Essential Ravi Shankar
- The Essential Artie Shaw
- The Essential Simon & Garfunkel
- The Essential Frank Sinatra: The Columbia Years
- The Essential Sly & The Family Stone
- The Essential Bruce Springsteen
- The Essential Stabbing Westward
- The Essential Barbra Streisand
- The Essential Peter Tosh: The Columbia Years
- The Essential Toto
- The Essential Luther Vandross
- The Essential Jimmie Vaughan
- The Essential Stevie Ray Vaughan and Double Trouble
- The Essential Tammy Wynette
- The Essential Waterboys
- The Essential "Weird Al" Yankovic